# Vânia Ishii
Vânia Yukie Ishii (São Paulo, 19 de agosto de 1973) es una deportista brasileña que compitió en judo.
Ganó tres medallas en los Juegos Panamericanos entre los años 1995 y 2003, y cinco medallas en el Campeonato Panamericano de Judo entre los años 1997 y 2003.

## Palmarés internacional
| Juegos Panamericanos    | Juegos Panamericanos            | Juegos Panamericanos | Juegos Panamericanos |
| Año                     | Lugar                           | Medalla              | Categoría            |
| ----------------------- | ------------------------------- | -------------------- | -------------------- |
| 1995                    | Mar del Plata (Argentina)       | Medalla de bronce    | –66 kg               |
| 1999                    | Winnipeg (Canadá)               | Medalla de oro       | –63 kg               |
| 2003                    | Santo Domingo (Rep. Dominicana) | Medalla de plata     | –63 kg               |
| Campeonato Panamericano |                                 |                      |                      |
| Año                     | Lugar                           | Medalla              | Categoría            |
| 1997                    | Guadalajara (México)            | Medalla de bronce    | –66 kg               |
| 1998                    | Santo Domingo (Rep. Dominicana) | Medalla de plata     | –63 kg               |
| 2000                    | Orlando (Estados Unidos)        | Medalla de oro       | –63 kg               |
| 2001                    | Córdoba (Argentina)             | Medalla de bronce    | –63 kg               |
| 2003                    | Salvador (Brasil)               | Medalla de bronce    | –63 kg               |